# Clipper
Pour les articles homonymes, voir Clipper (homonymie).

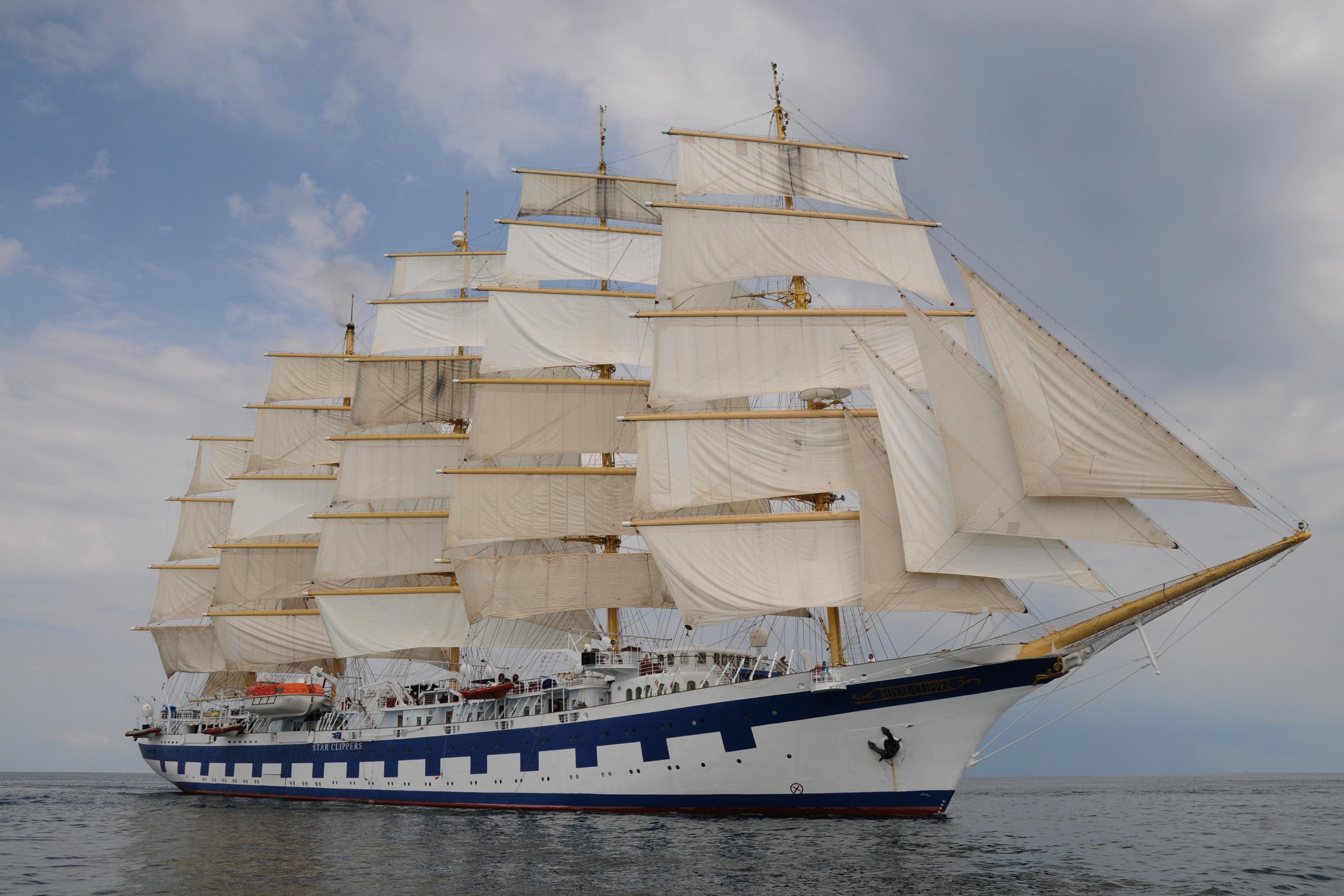
Le Royal Clipper IV est une réplique moderne de clipper.

Un clipper (ou klipper) est un bateau à voile à trois mâts ou plus, caractéristique de la seconde moitié du XIXe siècle et du début du XXe siècle, fait pour convoyer le plus vite possible des denrées périssables, grâce à une voilure importante et une coque effilée en bois ou en acier.
Créés sur la côte est américaine, les clippers furent à leur apogée au milieu du XIXe siècle sur les routes commerciales du thé et du coton de l'Empire britannique et sur la liaison, via le Cap Horn, entre New York et San Francisco au moment de la ruée vers l'or.
Les clippers ont un gréement variable réparti sur trois mâts ou plus à phare carrés ou voiles auriques. C'est la forme générale, élancée à nombreuses voiles, et sa capacité à transporter rapidement une cargaison commerciale qui définit le terme « Clipper ». Toutefois, les clippers, comme nombre de bateaux de commerce de l'époque, sont généralement des quatre ou trois-mâts carrés, ou des quatre ou trois-mâts barques (des voiles carrées sur le mat de misaine et le grand mât, et des voiles auriques sur le mât d’artimon).

## Étymologie
Le terme clipper vient du verbe anglais to clip pris dans l'acception de « filer à vive allure » (le substantif anglais clip ayant le sens de « vitesse », comme dans going at a good clip). Il apparaît en France au début du XIXe siècle.

## Contexte d'une évolution technique
Les clippers sont nés aux États-Unis d'Amérique, où le commerce était totalement libre-échangiste, afin de transporter rapidement des passagers et des marchandises à haute valeur ajoutée.
La marine marchande britannique et en particulier la Compagnie des Indes Orientales, qui bénéficiait d'un monopole royal, utilisait des navires beaucoup plus lents, aux formes guère différentes des navires des XVIIe et XVIIIe siècles, les East Indiamen. Ces navires à l'aspect pataud étaient conçus pour pouvoir se défendre sur des eaux peu sûres (pirates et corsaires des guerres napoléoniennes), ils étaient donc larges, massifs et portaient une batterie de canons dans l'entrepont. Le cas échéant, ils pouvaient être reconvertis en navires de guerre.
Une conjonction de facteurs : concurrence des vapeurs, découverte de mines d'or en Californie et en Australie (ruée vers l'or), introduction par les Anglais de l'opium en Chine, créa une demande pour des navires plus rapides, qui n'avaient plus à être armés.
Les chantiers navals américains (en particulier celui du Bostonien Donald McKay (en) construisirent alors des navires aux formes fines et étroites, dépourvus d'armement défensif, et équipés d'un « gros moteur », c'est-à-dire d'une énorme voilure.
Pour permettre les réductions de voilure en équipage réduit, les huniers et les perroquets furent dédoublés (hunier fixe et hunier volant), les cacatois, ordinairement le dernier étage de voilure des navires à phares carrés, étaient parfois surmontés de contre-cacatois (appelés en anglais moonsail, moonraker, skysail) utilisables seulement par petit temps.
Aux allures portantes, la voilure pouvait être également augmentée dans le sens latéral en utilisant des bonnettes, installées sur des tangons prolongeant les vergues, le tout donnant l'aspect d'un « nuage de voiles volant sur la mer ».
Un gréement aussi complexe et puissant était très exigeant quant à la manœuvre, nécessitant de fréquents (et dangereux) ajustements pour marcher au maximum sans « casser du bois ».
Les équipages américains étaient donc menés à la dure, comme en témoigne le folklore et les chansons de bord liées à la fameuse compagnie Black Ball Line et le témoignage de l'écrivain américain Richard Dana.
Les clippers américains de la ruée vers l'or étaient construits pour aller vite et non pas pour durer (utilisation de bois blancs) et bon nombre d'entre eux étaient abandonnés dès leur arrivée en Californie. Comme en témoignent des photos prises en 1849-1850 à San Francisco, la pénurie de main d'œuvre qualifiée poussa au développement de la pratique du shangaïage.
La marine marchande britannique, après l'abrogation des lois protectionnistes et du monopole de l'East India Company se lança aussi dans la construction de clippers pour les destinations lointaines (laines et blés d'Australie, thés de Chine et de Ceylan, opium, produits coloniaux des Indes) inaccessibles aux vapeurs de l'époque, trop gros consommateurs de charbon.
Contrairement aux clippers américains, les navires anglais étaient conçus pour durer : charpente interne en chêne, puis en fer (construction composite), bordage en teck de Birmanie. C'est cette robustesse qui a permis au Cutty Sark de parvenir jusqu'à notre époque.
L'ouverture du Canal de Suez, impraticable pour les purs voiliers, le perfectionnement des machines à vapeur (invention du condenseur) sonnèrent le glas de l'ère des clippers.
Après 1870, les voiliers, construits en fer, puis en acier, se cantonnèrent aux routes très lointaines, dépourvues de dépôts de charbon (nitrates du Chili, bois d'Orégon, laine d'Australie, nickel de Nouvelle-Calédonie), mais ces navires, conçus pour la charge utile et l'économie, n'avaient plus l'élégance des clippers.

## Histoire

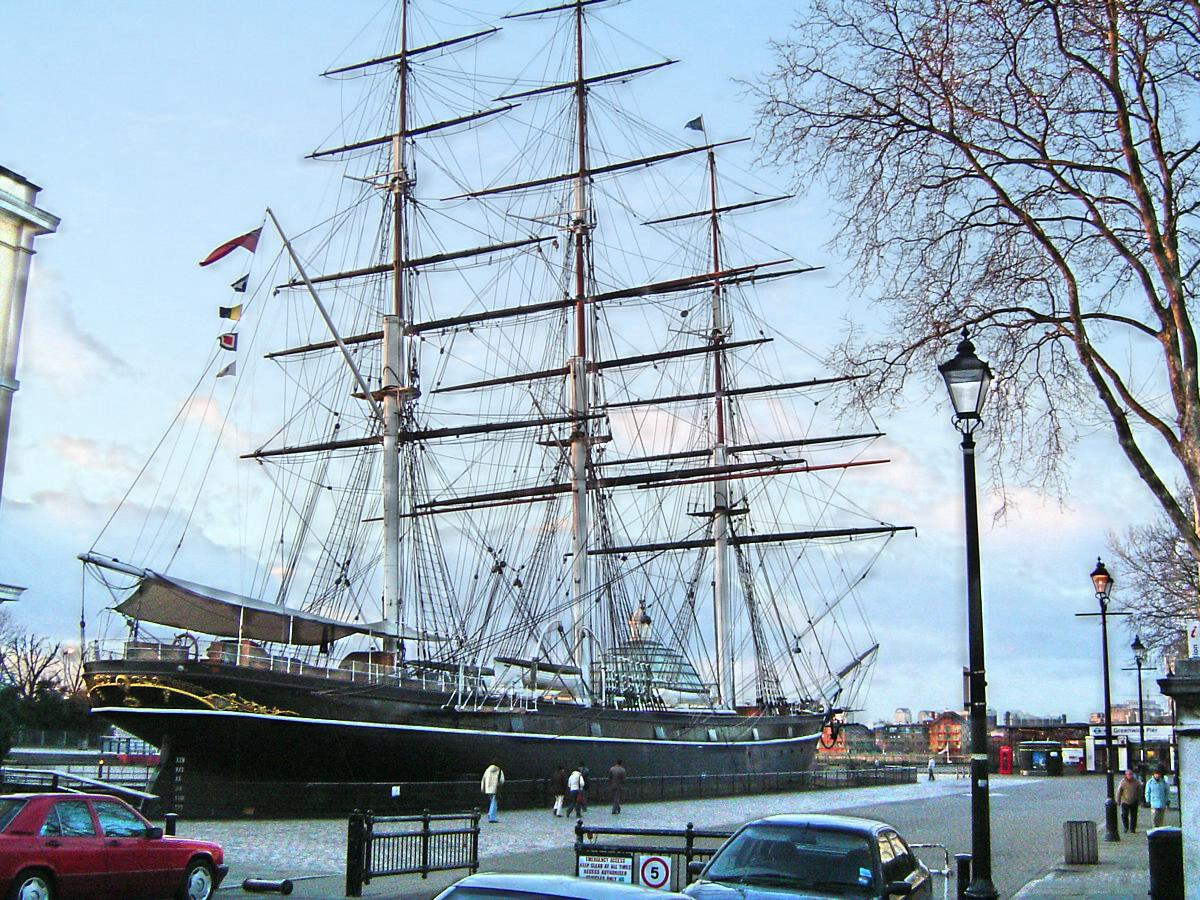
Le Cutty Sark en 2005, l’un des derniers clippers.

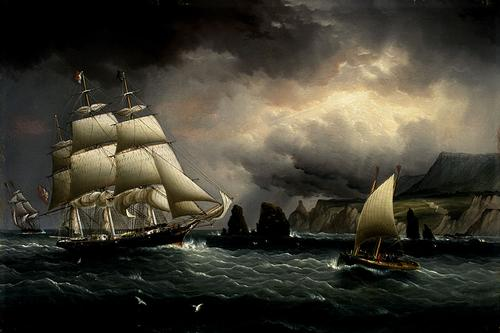
Le clipper Flying Cloud au large des Needles, Île de Wight, 1859-1860, par James Buttersworth.

Les premiers voiliers baptisés ainsi furent les clippers de Virginie (appelés ensuite clippers de Baltimore) vers 1815, et étaient issus des plans de voiliers négriers, avec un gréement de brick-goélette ou brigantin. Ils mesuraient environ 30 mètres de long, avec des beauprés extrêmement longs. L'allongement de leurs coques les a poussés à devenir majoritairement des trois-mâts carrés.
Les clippers étaient des voiliers de taille modeste (environ 60  à   70 mètres de long, et souvent moins de 1 000 tonnes de port en lourd) mais très rapides (vitesse moyenne de plus de 9 nœuds) et manœuvrables, construits généralement en bois au milieu du XIXe siècle, puis équipés progressivement de structures métalliques résistantes et bénéficiant de toutes les évolutions techniques de l’époque.
De formes très marines, ils étaient performants et ont fait l’objet de défis homériques entre capitaines essentiellement sur la route du thé, de la Chine à l'Angleterre, du coton d’Australie ou sur la route du cap Horn de la côte est à la côte ouest des États-Unis.
À la fin de la Guerre de sécession, la Californie a commencé à produire un excédent de blé, qui lui permet d'alimenter[réf. nécessaire], après la Ruée vers l'or en Californie, les Ruées vers l'or en Australie. Elle devient même le grenier à blé du Pacifique dès les années 1860, grâce à la rapidité des clippers.
Le premier des clippers à quitter la Californie pour l'Australie, chargé de blé, part en 1855 mais il faut attendre 1860 pour que le flux s'intensifie[réf. nécessaire]. L'un des utilisateurs est Isaac Friedlander, négociant international et industriel meunier, connu comme « le roi du blé » de Californie, dont les navires contournent le Cap Horn pour faire le voyage vers Angleterre en 100 jours seulement. Le télégraphe transatlantique, nouvellement déployé, permet de coordonner les clippers disponibles pour expédier la récolte en temps opportun. Vers les années 1880, le Torrens effectue le voyage de Plymouth à Port Adélaïde dans le temps record de 65 jours.
Le Cutty Sark fut l'un des derniers clippers célèbres. Conservé dans une forme de radoub à Greenwich, au Royaume-Uni, il a donné son nom à une course et une marque de whisky. Construit en 1869, il mesure 85 mètres de long hors tout, pour près de 11 de large et pouvait porter près de 3 000 m2 de voiles, ce qui lui a permis de tenir des moyennes de 8 nœuds sur le retour d’Australie en Europe.
La construction de grands voiliers en fer, commencée dans les années 1870 environ et qui permit d'atteindre des longueurs de plus de 140 mètres (voilier France II), a sonné le glas de ces voiliers, le port en lourd et la standardisation ayant remplacé les très belles formes des œuvres vives.
Une exposition a été consacrée aux clippers en 1996 au Musée national de la Marine à Paris.

## Exemples de clippers

### Navires modernes ou vieux gréement encore visibles
Deux reproductions ont été lancées au XXIe siècle :
- le Stad Amsterdam (2000),
- le Cisne Branco (1999).

Le City of Adelaide (1864) est le plus ancien clipper encore existant. Il n'en reste qu'une coque décharnée qui a été convoyée d'Écosse en Australie début 2013.

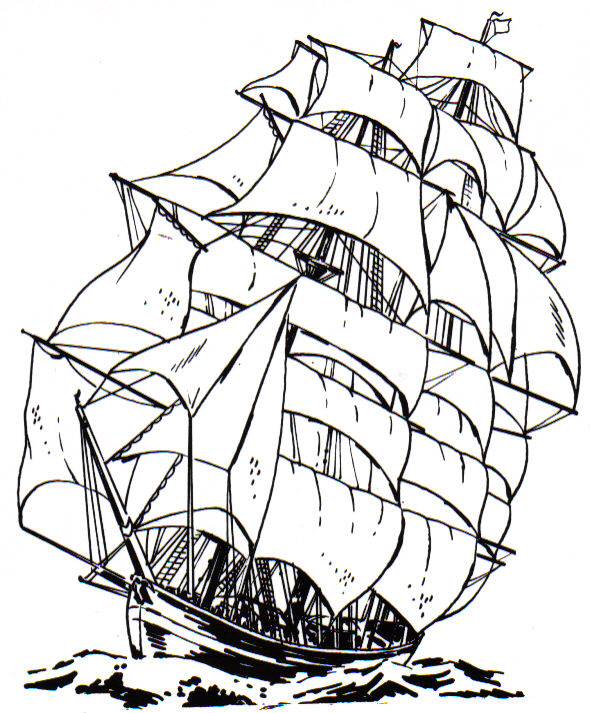
Un clipper.

### Navires disparus
- Le Lightning (en) est réputé avoir atteint plusieurs fois des vitesses de 18 à 19 nœuds et avoir effectué deux journées consécutives de 351 et 354 milles lors de sa traversée de Melbourne à Liverpool en 1855[5].
- Le Sovereign of the Seas (en) est réputé avoir atteint la vitesse de 22 nœuds en 1854[6].
- L'Ariel a été battu de 20 minutes par le Taeping lors de la Course du thé de 1866 (en), le tirant d'eau plus faible de ce dernier lui ayant permis d'entrer avant dans le dock de Londres.
- Le Thermopylae détient en 63 jours le record de la traversée de Londres à Melbourne, sa première traversée.
- Le Champion of the Seas (en) aurait effectué une journée de 465 milles de midi à midi (donc sensiblement moins de 24 heures), record qui n'est tombé que 130 ans plus tard.
- Le Great Republic (1853-1872) fut le plus grand clipper marchand jamais construit.
- Le Marco Polo (1851-1883).
- Paulista clipper français, ligne Le Havre-Rio-de-Janeiro au XIXe siècle, fondement historique de la Route du Café ou Transat Jacques Vabre.

## L'image des clippers dans les marques

### Aéronautique
Un hydravion construit par Igor Sikorsky, le S-42 fut baptisé Clipper ainsi que le Boeing 314 .
La compagnie Pan American Airways utilisa largement l'image des pur-sang de la voile qu'étaient les clippers dans sa publicité, nommant bon nombre des avions Long-courriers type Lockheed constellation avec des noms tels que Boston Clipper , Baltimore Clipper, etc.[réf. nécessaire]

### Automobile
La firme automobile Packard, qui produisait aux États-Unis des automobiles haut de gamme, a utilisé longtemps le nom de Packard Clipper pour désigner sa gamme de grandes routières à moteurs 8 cylindres, jouant là aussi sur l'image de vitesse de ces voiliers devenus légendaires.

## Les clippers dans la littérature
La Course du thé, de John Masefield, retrace l'ambiance des courses que se livraient les clippers de la route de Chine, avec naufrage, crise de folie, et un final où, après un demi tour du monde, trois navires se retrouvent à l'entrée de la Manche dans un coup de vent, torchant de la toile pour être le premier de l'année à livrer sa cargaison à Londres.
La Plus Belle Course transatlantique, de Jean-Jacques Antier, Bibliothèque verte (1978). Vers 1840, une course ambitieuse entre le premier transatlantique français à vapeur et à roues, et un grand clipper. Ce livre s'inspire de la véritable course entre les vapeurs Sirius et Great Western en 1838.
Dans L'Archipel en feu, de Jules Verne (1884), le deux-mâts qui sert de navire amiral à l'infâme pirate Sacratif (un brick rapide au grand mât très incliné) possède des caractéristiques rappelant les premiers clippers.